# Honorace
Honorace (z lat.) je zejména v menších městech skupina občanů, kteří vytváří místní elitu. Ve společnosti a veřejném životě obecně jsou váženi a dostává se jim proto i určitých výhod. Název honorace pochází z období konce 19. století, kdy byli voliči v obecních volbách rozděleni podle svého majetku (výše ročních odváděných přímých daní) do tří volebních kurií. Bez ohledu na svůj majetek pak měli v prvních dvou zaručeno místo i ti, kteří tomu svým postavením odpovídali, tedy tzv. honorace. Šlo tehdy o státní úředníky, duchovní nebo čestné občany dané obce.